# Sonchella
Sonchella là một chi thực vật có hoa ở châu Á thuộc họ Cúc.

## Các loài
- Sonchella dentata (Ledeb.) Sennikov - Russia (Altai, Tuva), China (Qinghai), Mongolia
- Sonchella stenoma (Turcz. ex DC.) Sennikov - Russia (Buryatiya , Chita), China (Tibet, Gansu, Inner Mongolia), Mongolia